# Lista de ilhas do Maranhão
Lista de ilhas do estado de Maranhão, Brasil.
- Ilha do Caranguejo
- Ilha dos Lençóis
- Ilha de Bate Vento
- Ilha de Guajerutiua
- Ilha Cajá
- Ilha de Upaon-Açu (São Luís)
- Ilha de Santana
- Ilha do Livramento
- Ilha de Carrapatal
- Ilha do Gato
- Ilha da Trauira
- ilha duas irmãs
- Ilha de Tauá-Mirim
- Ilha do Cajual
- Ilha do Caju
- Ilha da Melancieira
- Ilha do Coroatá
- Ilha do Cajueiro
- Ilha das Canárias
- Ilha Grande do Paulino
- Ilha dos Poldros
- Ilha do medo (Maranhão)
- Ilha Setúbal Referências

1. ↑  «Ilha do Maranhão conquista turistas de todo o mundo». 21 de novembro de 2014. Consultado em 21 de agosto de 2016
2. ↑  «Quebra-cabeça de ilhas entre Piauí e Maranhão - Viagem - Estadão». Consultado em 21 de agosto de 2016
3. ↑  «Ilha dos Lençóis». www.maramazon.com. Consultado em 21 de agosto de 2016